# Szalánta
Szalánta est un village et une commune du comitat de Baranya en Hongrie.

## Jumelages
Szalánta est jumelé avec :
- Strizivojna (Croatie)